# آوری پلیس (کالیفرنیا)
آوری پلیس (به انگلیسی: Avery Place) یک منطقهٔ مسکونی در ایالات متحده آمریکا است که در کالیفرنیا قرار دارد.